# Мануель Чарр
Мануель Чарр (Mahmoud Omeirat Charr; нар. 10 жовтня 1984, Бейрут, Ліван)  — сирійський боксер-професіонал, який виступав у важкій ваговій категорії. 9 вересня 2012 року Мануель Чарр провів бій за титул чемпіона WBC з Віталієм Кличком, поступившись у 4 раунді технічним нокаутом.

## Біографія
Мануель Чарр народився 10 жовтня 1984 в Бейруті, у ранньому дитинстві переїхав до сирійського міста Хомс. За його власними словами, має сибірське коріння. У 17-річному віці розпочав кар'єру в бойових мистецтвах, конкретно — у тайському боксі. Через два роки досяг великих успіхів у тайському боксі, ставши наймолодшим чемпіоном Німеччини у цьому виді спорту. Після цього він продовжив активні тренування, щоб покращити свої боксерські навички, і вже в 19-річному віці, у 2005 став чемпіоном з тайського боксу не тільки Німеччини, а й усієї Європи. Старання юнака не пройшли даремно: у Берліні він був запрошений до команди професійних боксерів. Протягом 2005 — 2012 років вже як боксер-професіонал встановив рекорд, провівши 21 поєдинок та жодного разу не програвши.

## Поєдинок з Віталієм Кличком
9 вересня 2012 у Москві відбувся бій Мануеля Чарра з українським боксером-суперважковаговиком Віталієм Кличком, який закінчився поразкою, що стала першою у професійній кар'єрі ліванця. Вже у другому раунді Кличко, домінуючи в процесі поєдинку, зміг відправити Чарра у нокдаун, а у четвертому завершити двобій технічним нокаутом суперника: у Мануеля Чарра з'явилося значне розсічення брови, внаслідок чого бій було зупинено. Боксер вимагав матч-реванш, однак сам Віталій Кличко відмовив йому, заявивши, що треба дати шанс на поєдинок з ним іншим потенційним суперникам.

## Статистика
| Результат | Противник | Спосіб                 | Раунд     | Час    | Дата       | Місце                                                                        | Примітки                                                                        |
| --------- | --------- | ---------------------- | --------- | ------ | ---------- | ---------------------------------------------------------------------------- | ------------------------------------------------------------------------------- |
| Поразка   | 21–1      | Віталій Кличко         | TKO (cut) | 4      | 2012-09-08 | СК Олімпійський, Москва, Росія                                               | Бій за титул чемпіона світу за версією World Boxing Council, 9-й захист Кличка. |
| Перемога  | 21–0      | Тарас Біденко          | UD        | 12     | 2012-03-30 | Maritim Hotel, Кельн, Північний Рейн-Вестфалія, Німеччина                    | Бій за інтернаціональний титул World Boxing Council silver, 1-й захист Чарра    |
| Перемога  | 20–0      | Марсело Луїз Насіменто | RTD       | 8 (12) | 2011-11-18 | Kugelbake Halle, Куксгафен, Нижня Саксонія, Німеччина                        | Бій за вакантний інтернаціональний титул World Boxing Council silver            |
| Перемога  | 19–0      | Сердар Уйсал           | DQ        | 1 (6)  | 2011-09-03 | Kugelbake Halle, Куксгафен, Нижня Саксонія, Німеччина                        |                                                                                 |
| Перемога  | 18–0      | Денні Вільямс          | TKO       | 7 (8)  | 2011-06-25 | Lanxess-Arena, Кельн, Північний Рейн-Вестфалія, Німеччина                    |                                                                                 |
| Перемога  | 17–0      | Джонатан Пасі          | TKO       | 5 (8)  | 2011-02-19 | Порше-Арена, Штутгарт, Німеччина                                             |                                                                                 |
| Перемога  | 16–0      | Зак Пейдж              | MD        | 8      | 2010-12-04 | Sport and Congress Center, Шверін, Мекленбург — Передня Померанія, Німеччина |                                                                                 |